# Romano Canavese
Romano Canavese (piemontiul: Roman) település Olaszországban, Lombardia régióban, Torino megyében. Lakosainak száma 2639 fő (2023. január 1.). Romano Canavese Mercenasco, Pavone Canavese, Perosa Canavese, Strambino, Ivrea és Scarmagno községekkel határos.

## Népesség
A település népességének változása:
| Lakosok száma | 2717 | 2657 | 2639 |
|               | 2017 | 2020 | 2023 |